# Forever (NLE Choppa)
Forever è un singolo del rapper statunitense NLE Choppa, pubblicato il 31 ottobre 2019 su etichetta NLE Choppa Entertainment.

## Tracce
1. Forever – 3:22